# Bacówka pod Wielką Sową
Bacówka pod Wielką Sową – schronisko turystyczne, położone na wysokości ok. 740 m n.p.m. na Polanie Potoczkowej na północno-zachodnim stoku Wielkiej Sowy (1015 m n.p.m.) w  Górach Sowich. Zburzone w 2015 roku.

## Historia
Budynek bacówki powstał przed II wojną światową i służył pracownikom leśnym jako Kaschbach Haus. Po wojnie przeszedł na własność Państwowego Gospodarstwa Leśnego „Lasy Państwowe”. W latach 70. XX wieku służy jako baza noclegowa pracownikom, budującym wyciąg i trasę narciarską na Wielką Sowę. W latach kolejnych świadczył usługi noclegowe. W 2007 został przejęty przez gminę Pieszyce, która zbyła obiekt na rzecz inwestora, który zobowiązał się przeprowadzić remont obiektu z przeznaczeniem na usługi turystyczne. Remont ten zakończył się z końcem 2009, a z początkiem 2010 bacówka została ponownie otwarta dla turystów i narciarzy, korzystających ze Stacji narciarskiej Wielka Sowa Potoczek. Obiekt posiadał 15 miejsc noclegowych w pokojach 1-, 2- i 5-osobowych. W rozbudowanej części gastronomicznej mieścił ok. 80 osób.
W 2015 schronisko zostało zburzone.

## Dojazd
Dojazd do bacówki odbywał się z drogi wojewódzkiej nr 383 (odcinek Pieszyce-Walim).

## Szlaki turystyczne
Wielka Sowa – Polana Potoczkowa – Przełęcz Walimska